# PZL.50 Jastrząb
PZL.50 Jastrząb (Chim ưng) là một loại máy bay tiêm kích trước chiến tranh thế giới II của Ba Lan, do Wsiewołod Jakimiuk thiết kế.

## Biến thể
PZL.50/I
PZL.50/II
PZL.50A
PZL.50B

## Quốc gia sử dụng
Ba Lan
- Không quân Ba Lan (dự kiến)

## Tính năng kỹ chiến thuật (PZL.50/I)
Dữ liệu lấy từ 
Đặc điểm tổng quát
- Kíp lái: 1
- Chiều dài: 8 m (26 ft 3 in)
- Sải cánh: 9,7 m (31 ft 10 in)
- Chiều cao: 2,7 m (8 ft 10 in)
- Diện tích cánh: 15,8 m² (209 ft²)
- Trọng lượng rỗng: 1.900 kg (4.180 lb)
- Trọng lượng có tải: 2.400 kg (5.280 lb)
- Động cơ: 1 × Bristol Mercury VIII, 840 hp (627 kW)

 Hiệu suất bay 
- Vận tốc cực đại: 430 km/h (232 knot, 267 mph)
- Bán kính chiến đấu: 750 km (405 nm, 466 mi)
- Trần bay: 7.500 m (24.600)
- Vận tốc lên cao: 12 m/s (2.360 ft/phút)

Trang bị vũ khí

- Súng: 4 x súng máy 7.92 mm PWU wz.36
- Bom: 100 kg